# Azul Francia

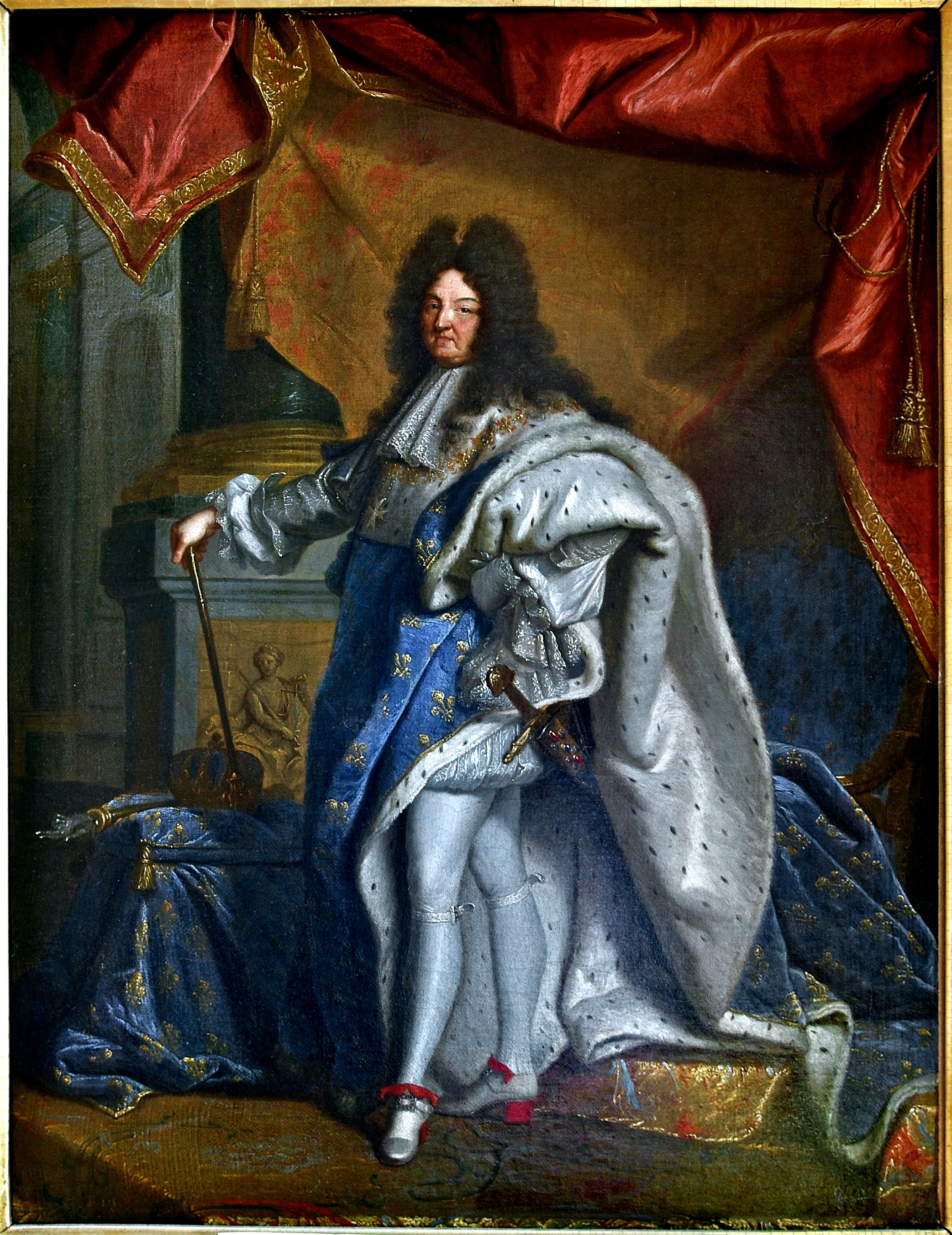
Luis XIV, rey de Francia, óleo de Hyacinthe Rigaud (1701), actualmente en el Museo Condé, en Chantilly. El manto del rey luce el azul sembrado de flores de lis de oro que aparecía por entonces en el escudo de Francia.

Azul Francia (del francés bleu de France) es una expresión ambigua que no se refiere a un solo color. A lo largo de la historia, Francia ha sido asociada al color azul por diversos motivos, como el azur heráldico de la monarquía francesa, la invención de pigmentos de ese color por parte de franceses, el azul de la carrocería de los automóviles de carrera franceses y los matices de azul «franceses» empleados en el ámbito de la moda y la indumentaria.
| Nombre       | Muestra | Cod. Hex. | RGB | RGB | RGB | HSV  | HSV | HSV |
| ------------ | ------- | --------- | --- | --- | --- | ---- | --- | --- |
| Azul Francia |         | #318CE7   | 49  | 140 | 231 | 210° | 79% | 91% |

## El azul como color francés
El color azul forma parte de la identidad nacional francesa desde el siglo siglo XII, cuando los reyes de Francia comenzaron a usarlo como campo de sus escudos. Con la formación de la monarquía constitucional francesa, en 1791, el azul aparece en la bandera de Francia al adoptarse para ese pabellón el azul que, junto con el rojo, era emblemático de la ciudad de París.

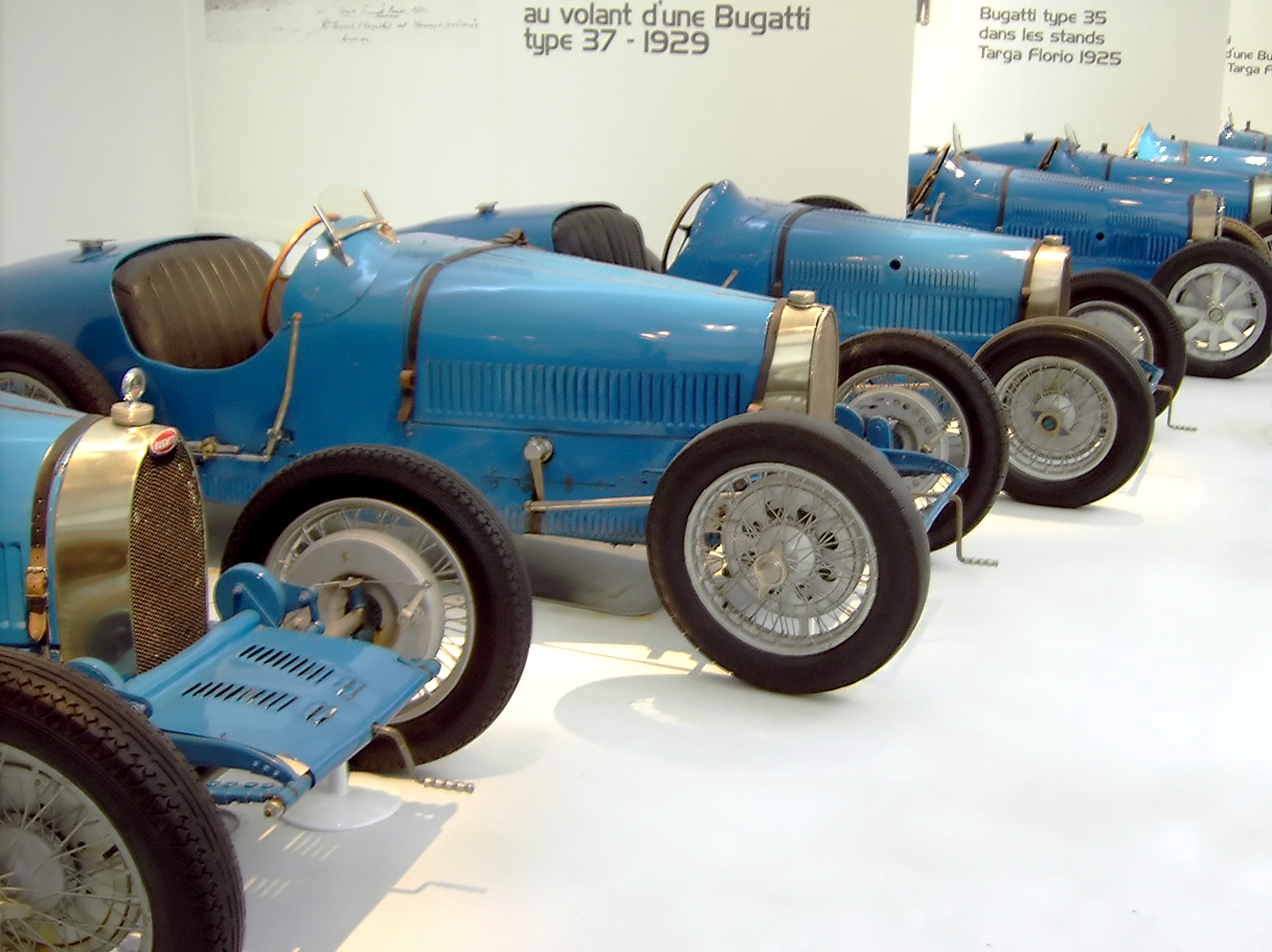
Bugattis Type 37 y Type 35 de competición (modelos de la década de 1920), en el Musée National de l'Automobil de Mulhouse, Francia

### Azul Francia automovilístico
El azul Francia es el color nacional de automovilismo de ese país. Fue utilizado por primera vez durante las carreras del Gran Premio Internacional Gordon Bennett, que se desarrollaron anualmente entre 1900 y 1905. Un informe periodístico de 1903 ya señalaba que los automóviles franceses competirían pintados de azul a fin de que el público pudiese distinguir la nacionalidad de los bólidos. En estas oportunidades, Francia compitió utilizando automóviles Panhard, Mors, Richard–Brasier, Turcat–Méry y De Dietrich, pero el color quedó consolidado durante los años 1920 y 1930, cuando el azul de los automóviles Bugatti guiados por pilotos franceses se impuso en numerosas carreras.
A partir de 1968 las escuderías comenzaron a ser patrocinadas por empresas que imponían sus colores o los de sus marcas, con lo que los colores nacionales de automovilismo comenzaron a verse modificados. Sin embargo, algunas escuderías trataron de firmar contratos con aquellas marcas cuyos colores se aproximaban a su color nacional: así, Matra y más tarde Ligier y Prost Grand Prix continuaron compitiendo con automóviles azules. En el caso del Ligier, por ejemplo —que utilizó el azul entre 1976 y 1996—, sus colores probablemente provinieron de la marca de cigarrillos Gitanes, emblemática de la empresa tabacalera francesa SEITA, que era su patrocinadora. Los colores tradicionales de los paquetes de cigarrillos Gitanes eran el azul y el blanco.
Numerosos equipos de competición franceses han usado azules similares al de los viejos Bugatti u otros, entre ellos Alpine, Amilcar, Ballot, Bugatti, Delage, Delahaye, Gordini, Ligier, Mathis, Matra, Panhard, Pescarolo Sport, Peugeot, Prost Grand Prix, Rondeau, Salmson, Talbot-Lago y Voisin. Dos excepciones notables son Citroën, que ha usado rojo y blanco, y Renault, que ha alternado amarillo, negro y blanco.

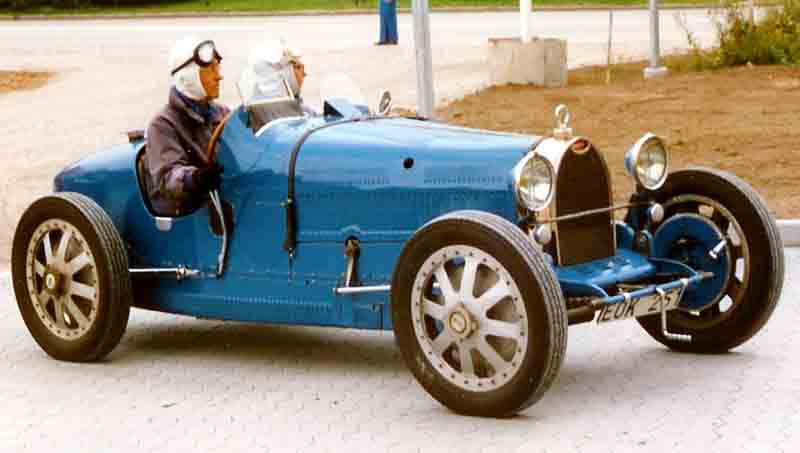
Bugatti Type 35C Grand Prix Racer de 1926
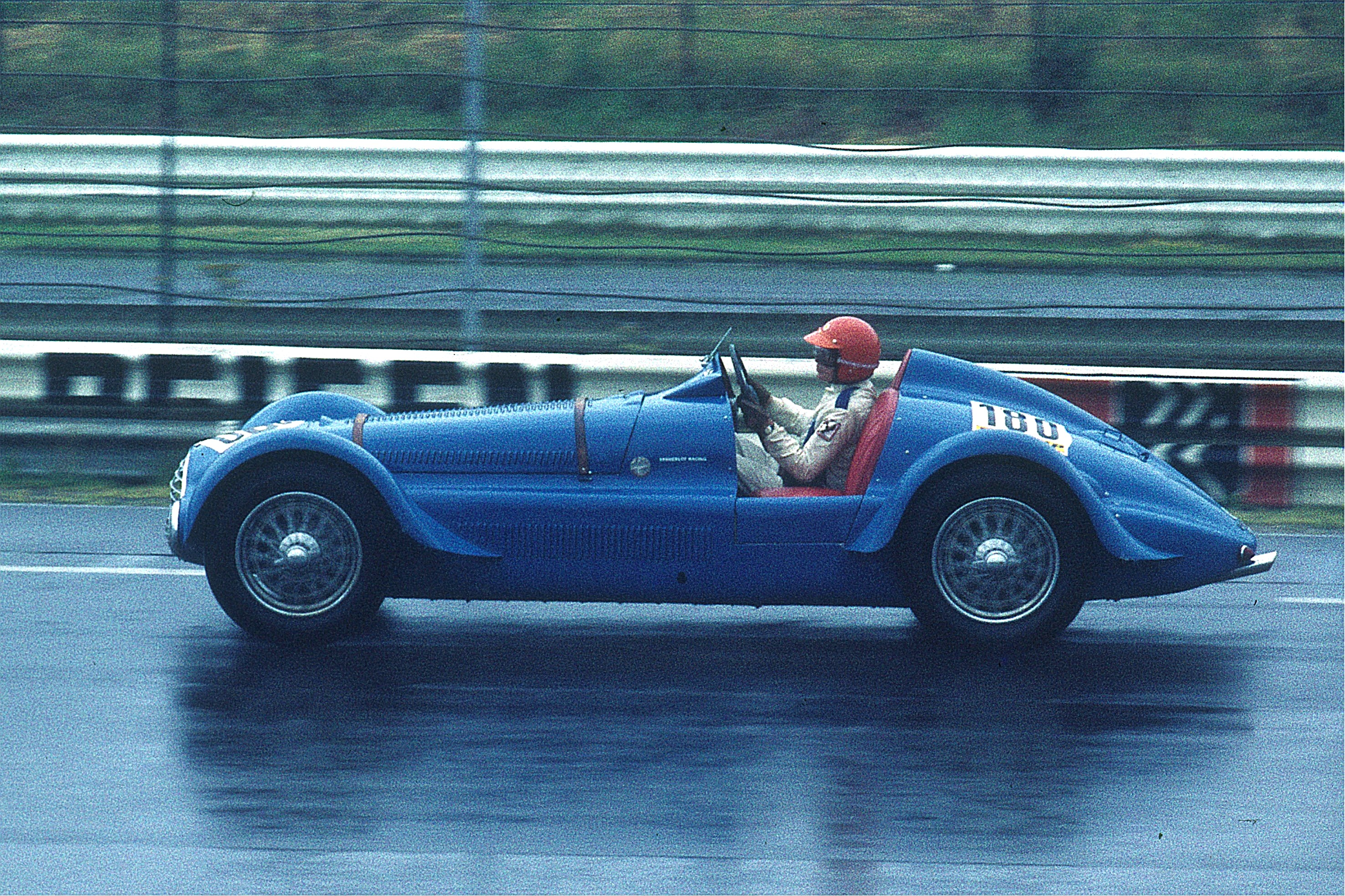
Delahaye 135 MS de 1935
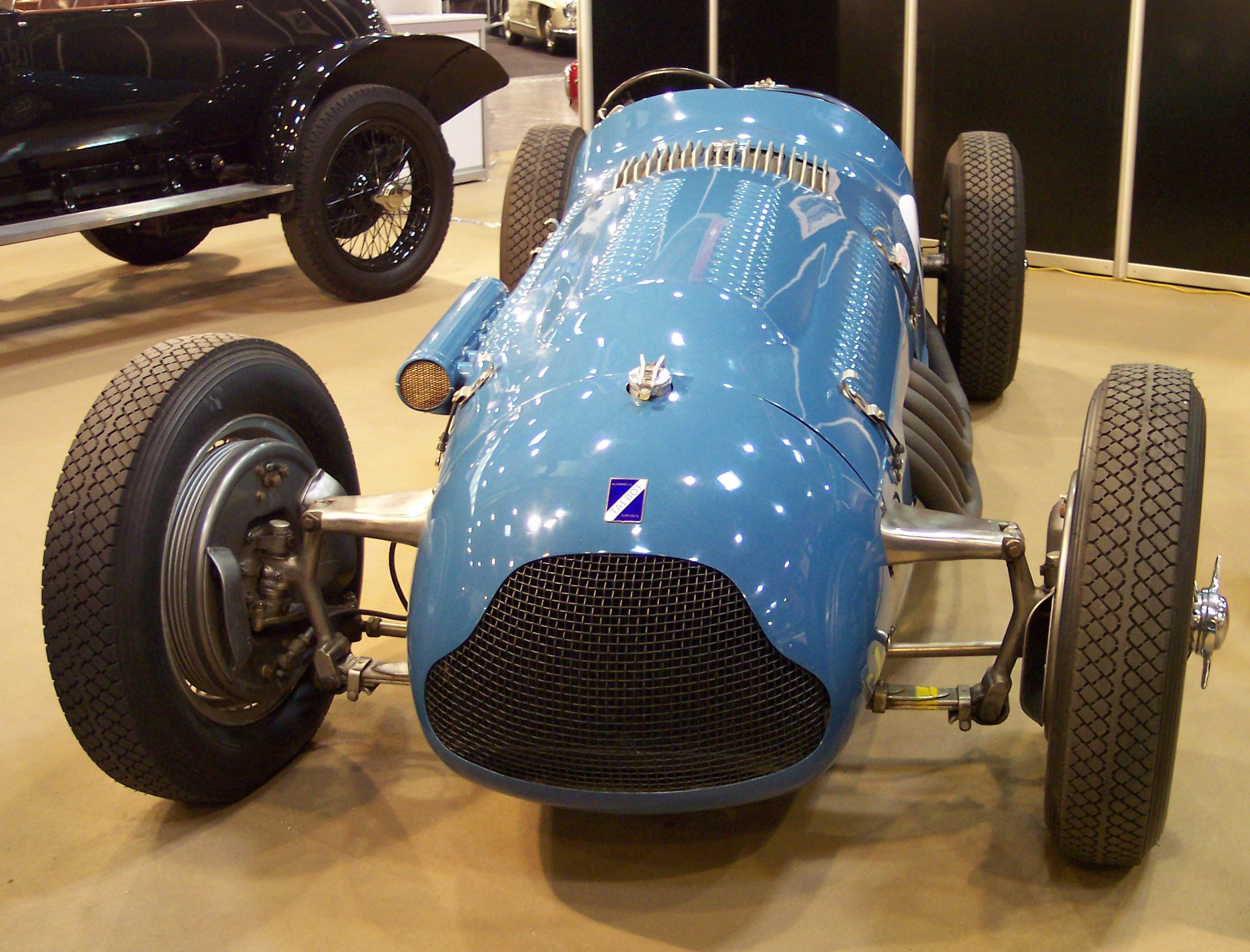
Talbot–Lago T26 Grand Prix de 1949
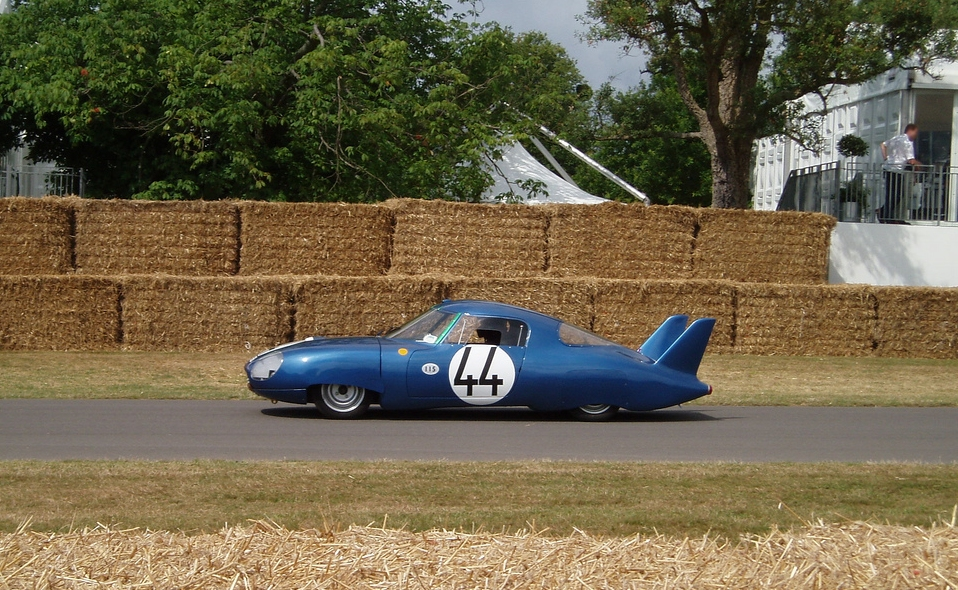
CD Panhard LM64 de 1964
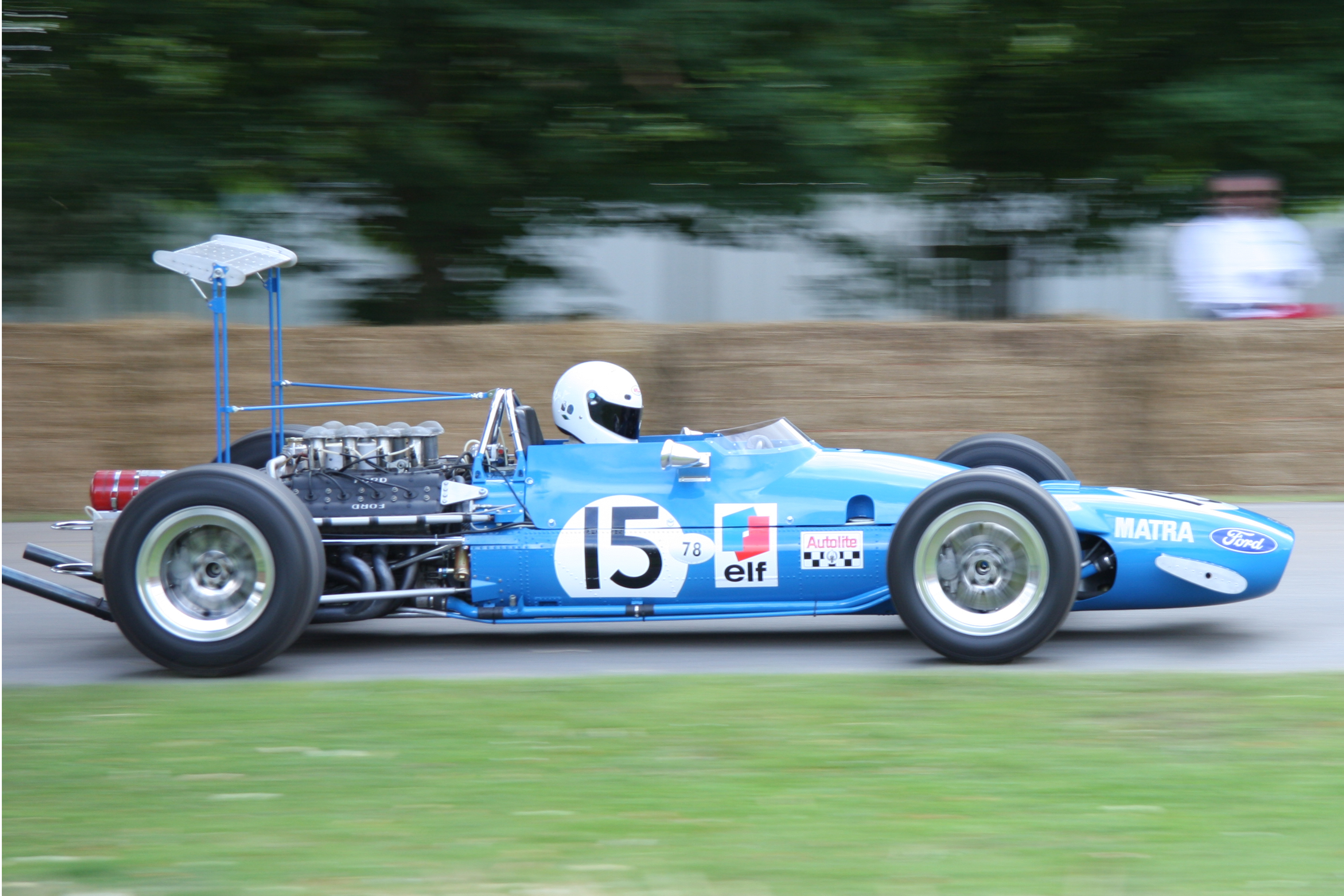
Matra MS10 de 1968
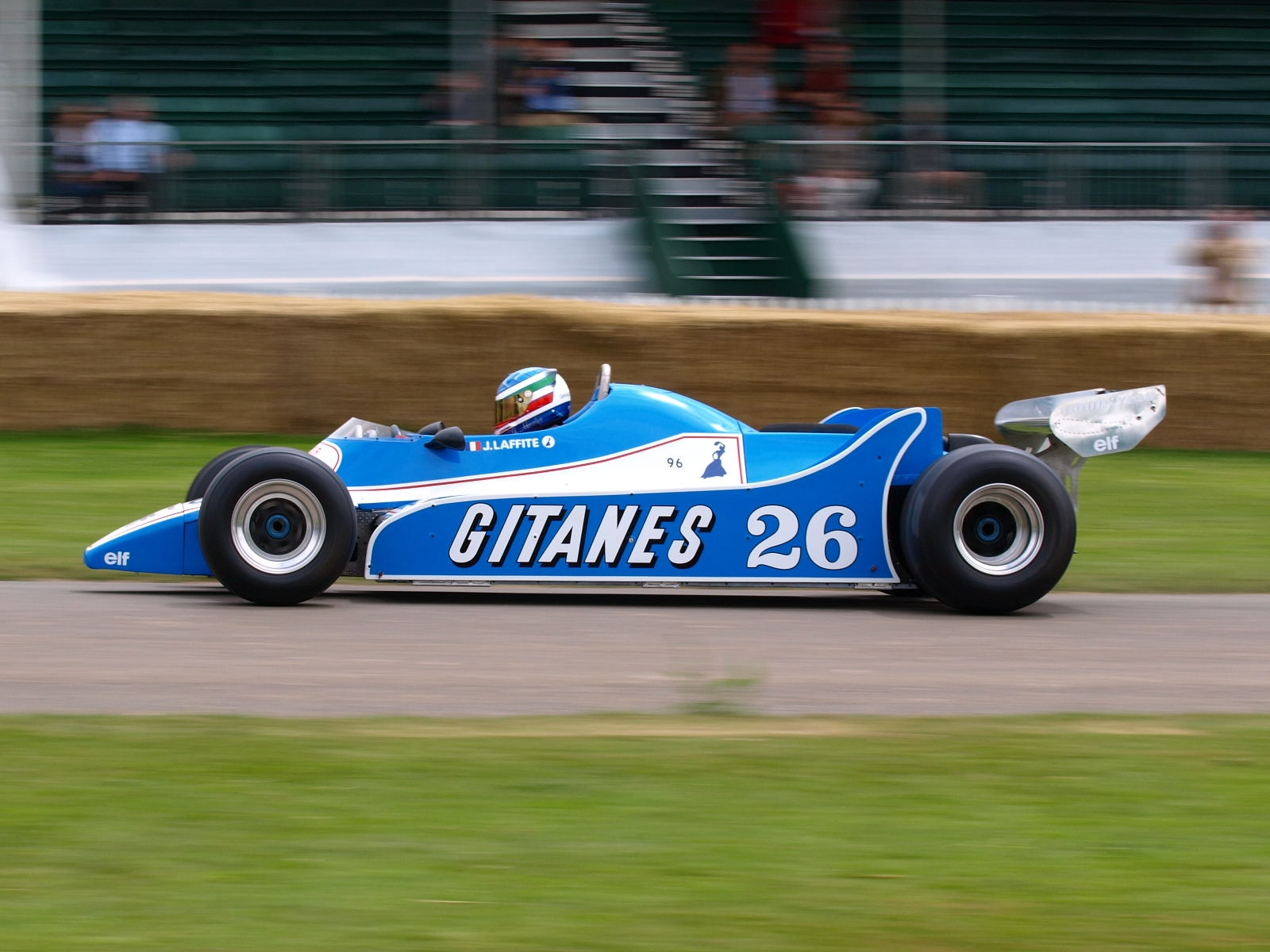
Ligier JS11-15 corriendo durante una demostración, en 2008, con la marca Gitanes
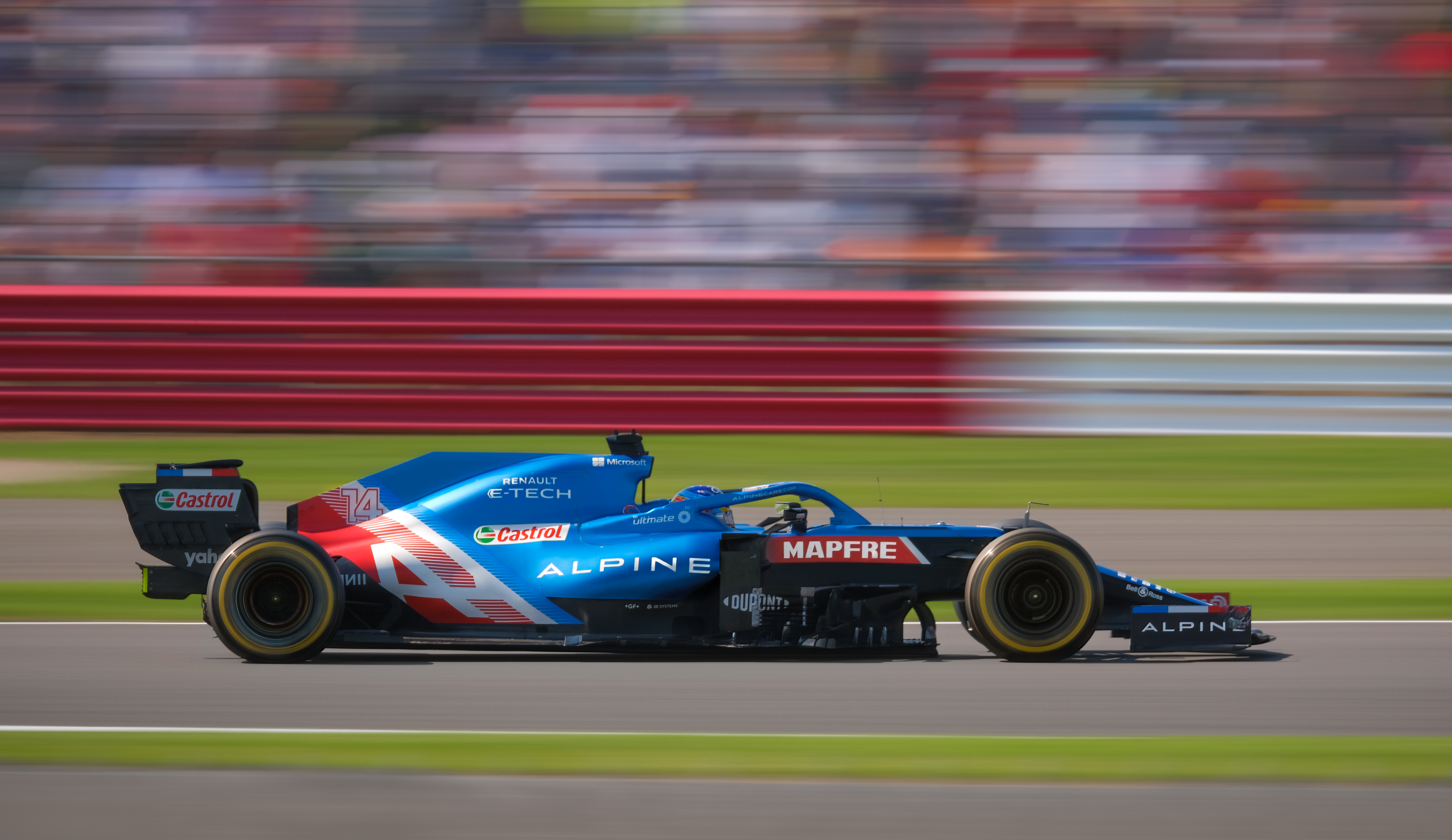
Alpine A521 corriendo el Gran Premio de Gran Bretaña

## «Azul francés»
Se ha llamado —sobre todo en idioma inglés— azul francés o ultramar francés al ultramar sintético, un pigmento que comenzó a fabricarse en Francia y en Alemania alrededor de 1830 en reemplazo del oneroso azul ultramar auténtico. Véase azul ultramar.

## En la moda: azul Francia y azul Klein

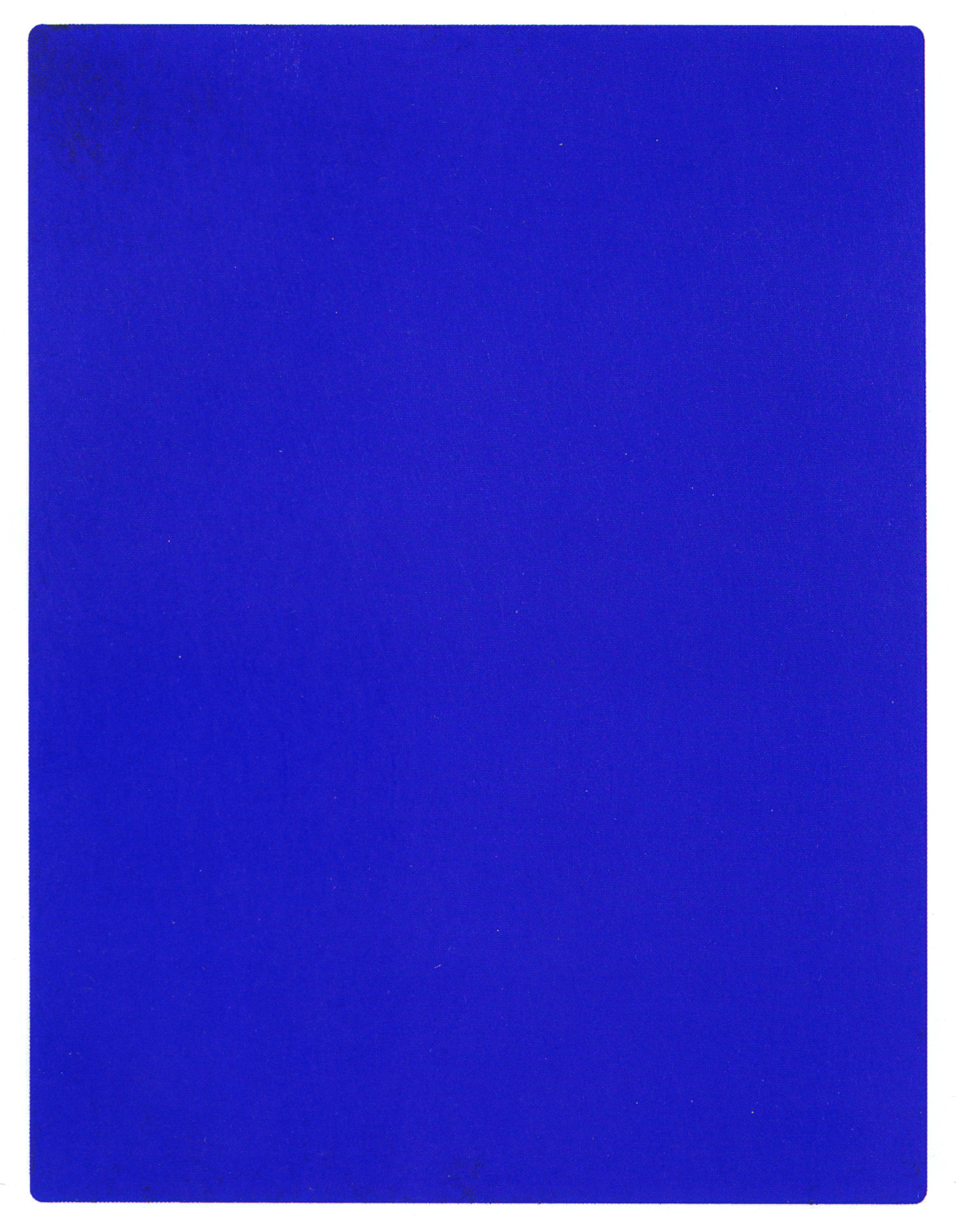
Muestra aproximada del Azul Klein Internacional (IKB)

En idioma español, la denominación de color «azul Francia» en textiles y prendas de vestir existe al menos desde alrededor de 1900, aunque es difícil determinar de qué tono de azul se trataba.
El azul Klein del ámbito de la moda se basa en el azul Klein original: una serie de coloraciones muy similares entre sí, de un azul muy intenso, creadas y difundidas por el artista francés Yves Klein entre los años 1950 y 1960. Klein gustaba de realizar provocativas obras de arte monocromas con este color, procurando rescatar la intensidad de los pigmentos puros, lo que hace dificultoso o imposible el trasladar este color a telas u otros artículos de vestir. Por este motivo, la denominación de «azul Klein» en el contexto de la moda se refiere a un color aproximado a las variedades de azul Klein originales.
El pigmento ultramar sintético, que se asemeja al azul Klein, ha sido comparado con este.
En los países sudamericanos estuvo particularmente en boga entre los años 1950 y 1960 un color azul medio, muy saturado, llamado azul Francia, el cual suele ser comparado con el azul Klein de vestir.